# Нёвра
Нёвра — река в России, протекает по Верхнеландеховскому району Ивановской области. Устье реки находится у деревни Царенково Верхнеландеховский района, в 47 км по правому берегу реки Ландех. Длина реки составляет 20 км, площадь водосборного бассейна — 60,6 км². Не судоходна.
Исток у деревни Поневерье в 9 км к северо-востоку от посёлка Верхний Ландех. Река течёт на юго-запад, протекает несколько деревень, крупнейшая из которых — Бараново. В нижнем течении течёт по западной окраине Верхнего Ландеха и впадает в Ландех чуть ниже его. Высота устья — 101 м над уровнем моря.

## Данные водного реестра
По данным государственного водного реестра России относится к Окскому бассейновому округу, водохозяйственный участок реки — Клязьма от города Ковров и до устья, без реки Уводь, речной подбассейн реки — бассейны притоков Оки от Мокши до впадения в Волгу. Речной бассейн реки — Ока.
Код объекта в государственном водном реестре — 09010301112110000033839.